# Oxypetalum fontellae
Oxypetalum fontellae là một loài thực vật có hoa trong họ La bố ma. Loài này được S. Caceres mô tả khoa học đầu tiên năm 1993.